# Wallisellen
Wallisellen er en by i det nordlige Schweiz med 16.315 (2018) indbyggere. Byen ligger i Kanton Zürich.